# Голяма летяща торбеста катерица
Голямата летяща торбеста катерица (Petauroides volans) е вид бозайник от семейство Pseudocheiridae, единствен представител на род Petauroides.

## Разпространение
Видът е разпространен в Австралия и е незастрашен от изчезване.